# Pamlényi Ervin

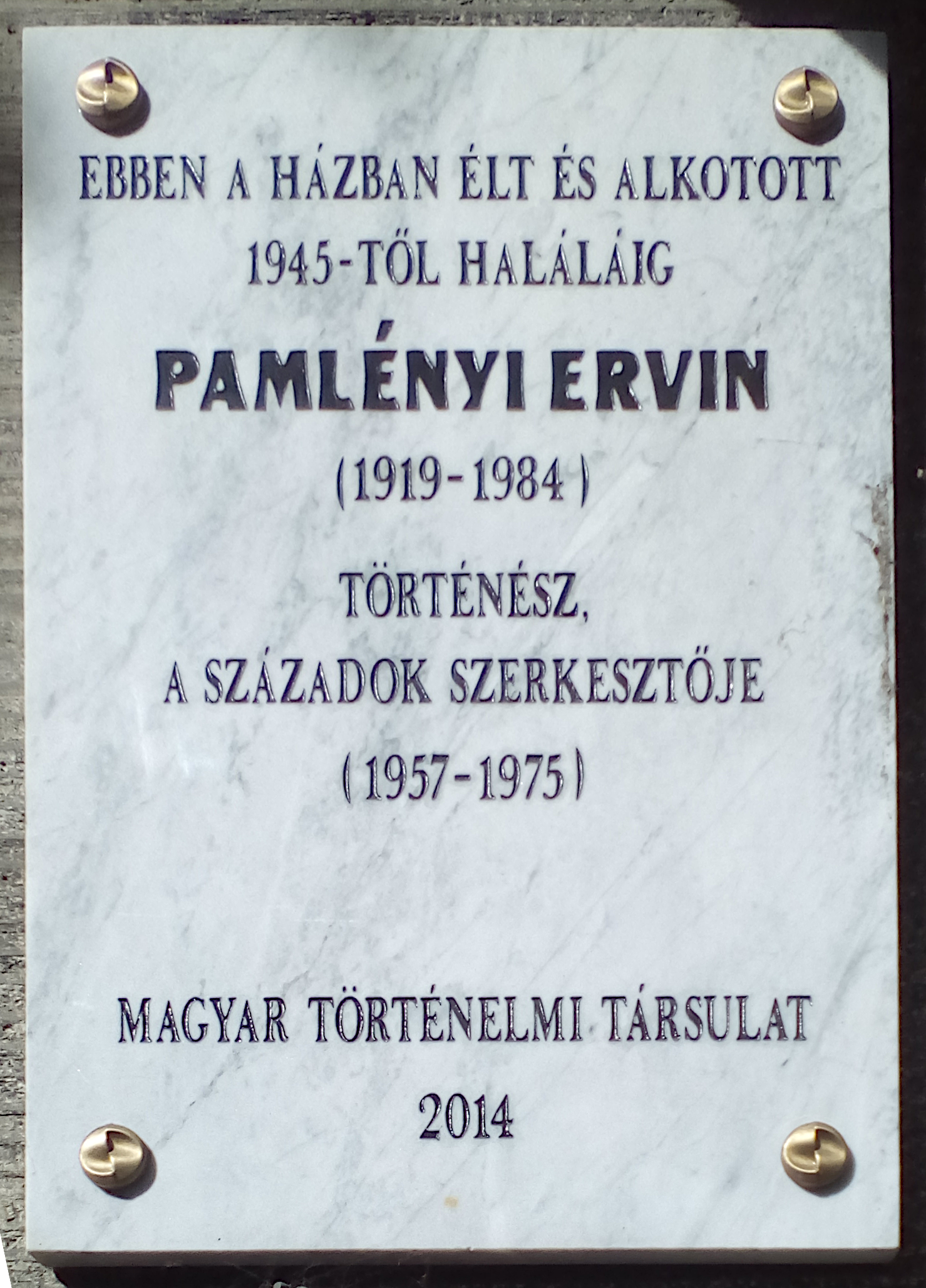
Emléktáblája Budapest XI. kerületében

Pamlényi Ervin (Budapest, 1919. december 5. – Budapest, 1984. augusztus 14.) magyar történész, egyetemi docens, kiadóvezető, a történelemtudomány kandidátusa (1967).

## Élete
1938-ban jelentkezett a Pázmány Péter Tudományegyetemre, ahol 1943-ban szerzett történelem-latin szakos tanári diplomát. Ezt követően a Postás Nyugdíjpótló Egyesület tisztviselője volt, majd 1944-ben egy könyvkereskedésben segéd. 1945-ben a Magyar Rádió aktuális, később oktatási osztályvezetője volt, egészen 1949-ig, mikor is a Magyar Országos Levéltár kamarai, később az 1920 utáni iratok referense volt, 1954-ig. Ekkor a Századok c. periodika szerkesztőségi titkára lett, és emellett az Acta Historica c. lapot is szerkesztette. 1956-tól kezdve a Magyar Tudományos Akadémia Történettudományi Intézetében tudományos munkatárs, 1962-től négy éven át vezette a XIX. századi magyar történelemmel foglalkozó osztályt. 1957–1975 között a Századok felelős szerkesztője volt, eközben pedig 1964–1969 között irányította a 10 kötetet megélő Magyarország története adminisztratív munkálatait. Az 1960-as évektől fogva a Magyar Nemzetnél is dolgozott, előbb mint külső munkatárs, majd egy időben a lap kulturális rovatvezetője. 1967-től az MTA Tudományos Minősítő Bizottsága történelem szakbizottságának titkára volt, két év múlva már mint egyetemi docens tanított az ELTE-n. 1973-tól az akadémiai Történettudományi Intézet historiográfiai kutatócsoportját vezette, 1975-től négy éven át a bécsi Collégium Hungaricum vezetője, majd 1984-es nyugdíjazásáig a Gondolat Kiadó irodalmi vezetője volt.
Történetíróként a Horthy-korszak politikatörténetével, illetve historiográfiával foglalkozott.

## Fő művei
- A fehér-terror (Karsai Elekkel, Budapest, 1951)
- A magyar nép története (összeáll., társszerző, Budapest, 1954)
- Horváth Mihály (Budapest, 1954)
- A Horthy-korszak választási visszaélései (Budapest, 1958)
- A határban a halál kaszál. Fejezetek Prónay Pál feljegyzéseiből (szerk., bev. Szabó Ágnessel, Budapest, 1963)
- A Wilhelmstrasse és Magyarország. Német diplomáciai iratok Magyarországról, 1933-1944 (összeáll., bev. Ránki Györggyel és másokkal, Budapest, 1968)
- Magyarország története képekben (társszerzőkkel, Budapest, 1972)
- A Magyar Tudományos Akadémia másfél évszázada (társszerzőkkel, Budapest, 1975)
- A Magyar Tudományos Akadémia kiadványai, 1828-1950 (szerk., Budapest, 1978)
- A Századok repertóriuma, 1867-1975 (szerk., Budapest, 1987)
- Pályák és irányok. Historiográfiai és művelődéstörténeti tanulmányok (összegyűjtötte, szerk., Pritz Pállal, Budapest, 1989)